# کوکر
کوکَر، باقرقره، اسپرود یا سنگ‌خوارک نام ۱۶ گونه پرنده از خانواده کوکران است که در شمال، شرق و جنوب آفریقا و ماداگاسکار، خاورمیانه، هند، آسیای میانه و شبه‌جزیره ایبری زندگی می‌کنند.
کوکر پرنده‌ای است دانه‌خوار، که در نگاه اول به کبک و بلدرچین شبیه است و در پرواز نیز به کبوتر می‌ماند اما از نظر پرنده‌شناسی دارای خانواده‌ای مستقل با نام کوکران (Pteroclididae) است. بدر گذشته آن‌ها را در راستهٔ کبوترسانان (Columbiformes) قرار می‌دادند.

## ویژگی‌های ظاهری
چهارده و به تعریفی دیگر شانزده گونه کوکر در جهان وجود دارند که اندازه آن‌ها معمولاً بین ۲۵ تا ۳۵ سانتی‌متر و وزنشان نیز بین ۲۵۰ تا ۴۰۰ گرم است. رنگ بین انواع کوکرها نیز از نوعی به نوع دیگر متفاوت است و در شش نوع آن رنگ پرها و تا حدودی «وزن کوکر نر» با ماده بسیار تفاوت دارد اما در دیگر کوکرها نر و ماده آن بسیار شبیه به هم هستند. کوکر عموماً پرنده‌ای مهاجر است که در بیابان‌ها و دشت‌های نیمه‌بیابانی و خشک زندگی می‌کند و در دو فصل بهار و پاییز به سرزمین‌هایی بسیار دور دست مهاجرت می‌کند.

## گونه‌ها
هفت گونه از کوکرها در ایران زندگی می‌کنند که از میان آن‌ها کوکر شکم‌سیاه معروف به باقرقره بیشترین پراکندگی را دارد و از نظر جثه نیز بزرگ‌ترین گونه کوکر است. باقرقره تقریباً در تمام مناطق ایران به جز نواحی ساحلی شمال و جنوب زندگی می‌کند.
بر اساس نظر پرنده‌شناسان و نیز دوستداران طبیعت در رای‌گیری مجله پرنده‌شناسی خاورمیانه «کوکر طلایی نر» نماد پرندگان موجود در خاورمیانه شناخته شده است.
- باقرقره گندمی (کوکر گندمی) Pterocles coronatus
- باقرقره دم‌دراز (کوکر دم‌دراز) Syrrhaptes paradoxus
- باقرقره خال‌دار (کوکر خالدار) Pterocles senegallus
- باقرقره راه‌راه (کوکر راه‌راه) Pterocles lichtensteinii
- باقرقره شکم‌بلوطی (کوکر شکم‌بلوطی) Pterocles exustus
- باقرقره شکم‌سفید (کوکر شکم‌سفید یا کوکر طلایی) Pterocles alchata
- باقرقره شکم‌سیاه (کوکر شکم‌سیاه) Pterocles orientalis

## موسم تخم‌گذاری
در فصل بهار برای جفت‌گیری و تخم‌گذاری به بوته زارهای نیمه بیابانی و سرزمین‌های گرمی که پوشیده از گیاهان بوته‌ای و دانه‌دار است، پرواز می‌کند.
«کوکر ماده» در هر فصل بهار «دو» تا «سه» تخم می‌گذارد و هر دو کوکر نر و ماده به نوبت روی تخم‌ها و در لانه‌ای که به روی زمین و در میان بوته‌های دانه‌دار ساخته‌اند می‌خوابند. انداز تخم‌ها حدود یک سوم تا نصف اندازه تخم یک مرغ محلی است و زمینه‌ای به رنگ شیری پررنگ با خال‌هایی قهوه‌ای دارد. جوجه‌ها پس از ۱۸ تا ۲۱ روز از تخم بیرون می‌آیند و پس از پنج ماه توانایی پرواز دارند. جوجه‌های نر و مادهٔ نابالغ تا زمانی که به سن پرواز نرسیده‌اند، رنگ پرهایشان شبیه به هم است و از یکدیگر قابل تشخیص نیستند.

## زیستگاه‌ها
- 1. زیستگاه‌های پاییزی وزمستانی:

مغولستان، ازبکستان، قرقیزستان، بخش‌هایی از شرق روسیه و سراسر ترکیه زیستگاه‌های پاییزی و زمستانی کوکر (قطا) است.
- 1. زیستگاه‌های بهاری وتابستانی:

عربستان سعودی، کویت، عراق، هند، پاکستان، فلسطین، ایران، سوریه، امارات متحده عربی، سلطنت عمان، تونس، مراکش، و اسپانیا مهم‌ترین زیستگاه بهاری و تابستانی آن هستند.

## مهاجرت کوکرها
کوکرها به هنگام مهاجرت به‌ویژه در فصل بهار، معمولاً در گله‌هایی سه تا هشت هزارتایی پرواز می‌کنند، اما پس از ورود به مناطق گرمسیری و بیابانی به گروه‌های متعدد و کوچک‌تری تقسیم می‌گردند. کوکرهایی که وارد ایران می‌شوند در همه جای کشور به استثنای مناطق جنگلی شمال استان هرمزگان، جنوب فارس و بخش‌هایی از کرمانشاه و کردستان و آذربایجان به زمین نشسته و لانه‌سازی می‌کنند. در کشور پادشاهی عمان این برنده حفاظت‌شده است، مسئولان حفاظت محیط زیست برای جلوگیری از شکار کوکر (قطا) به‌طور جدی می‌کوشند. در سال ۱۹۸۹ میلادی به فرمان فرمانروای عمان، سلطان قابوس بن سعید، هرگونه شکار برندگان به‌طور قطعی ممنوع شده است، و هرکس خلاف آن عمل کند، مجازات و جریمه می‌شود.
محبوب‌ترین منطقه برای کوکرهای مهاجر، دشت صحرای دهنا در عربستان سعودی، و جلگهٔ وادی بنی خالد در پادشاهی عمان در فصل بهار که از ماه ژانویه هر سال آغاز می‌شود. این منطقه پوششی از بوته‌ها و گیاهان دانه دار می‌روید و غذای اصلی و مورد علاقه کوکرها را تشکیل می‌دهند. به دلیل باتلاقی بودن ساحل رودخانهٔ وادی بنی خالد، کوکرها ترجیح می‌دهند تا از برکه‌هایی که در بیابان‌های این اطراف و دشت‌ها ایجاد شده‌اند آب بنوشند و این کار را به صورت دسته جمعی انجام می‌دهند. کوکرها برای رسیدن به برکه‌های آب شیرین گاه تا ۱۲۵ کیلومتر در روز پرواز می‌کنند.
«قطا» یا «کوکر» پرنده‌ای بسیار کم‌جرات است و با دیدن انسان به شدت وحشت می‌کند. به علاوه مانند گنجشک به هیچ عنوان با قفس خو نمی‌گیرد و خانگی نمی‌شود. به همین دلیل اگر آن را در قفس کنید با دیدن اولین انسان آن‌چنان پر می‌زند و خود را به در و دیوار می‌کوبد تا خونین و مالین شود و بیفتد و بمیرد. تنها اندک کسانی که با آن‌ها به مهربانی رفتار می‌کنند و طرز غذای آن‌ها را می‌دانند، می‌توانند کمی آن‌ها را خانگی کنند؛ ولی هیچ جایی محیط باز زندگی برای آن‌ها نمی‌شود. چنان‌که با پرواز کوکرهای مهاجر آنانی که در قفسند، صدایی هم‌آهنگ با آن‌ها مثل (قطا قطا) یا صدای (کَرکَر) سر می‌دهند، و این نشان از دلبستگی آن‌ها به پرواز دارد.

## حمایت از این پرندهٔ زیبا
در همه کشورهایی که در آن کوکر زندگی می‌کند، تحت حمایت شدید دولت و مردم قرار دارد. خیلی از دولت‌ها عکس کوکر را روی تمبرهای پستی چاپ کرده‌اند. در سلطنت عمان، در دهٔ سال ۱۹۸۱ میلادی به مناسبت ( فصل الربیع ) یعنی فصل بهار تمبری را با تصویر کوکر منتشر کرد. در کشور اسپانیا در جشن بسیار باشکوه فرهنگ و هنر اسپانیا که ظاهراً هر ساله در شهر «تالاورا» برگزار می‌شود. در غرفه‌های صنایع دستی روی همه تولیداتشان و محصولات هنری و فرهنگی آنان تصاویر کوکر طلایی نقش بسته است، از روسری زنانه گرفته تا بادبزن‌های دستی. علت آن نیز چنین است: دشت‌های اطراف شهر «در نزدیکی بارسلونا» در فصل بهار میزبان کوکرهای طلایی هستند و مردم این پرنده را نشانه زیبایی و حاصلخیزی می‌دانند و به عنوان هویت و نشانه شهر کوچکشان پذیرفته‌اند و بسیار دوستشان می‌دارند.

## در فرهنگ عرب
کوکر یکی از مشهورترین پرنده‌های بادیه است، مخصوصاً در منطقهٔ خاورمیانه. در دشت‌ها و کوهپایه‌های سلطنت عمان این پرنده با مجموعه‌های بسیار بزرگ دیده می‌شود. (أسراب) مجموعه‌های سیصدتایی و حتی هفتصدتاهی طلایی رنگ در نگار آب دانها و چشمه‌ها دیده می‌شود. این پرنده بی‌نظیر در فصل بهار به دشت گستردهٔ بین «جده حراسیس» و رمال آل وهیبه در صحرای پهناور منطقه شرقی کوچ می‌کند و تأثیری‌گذاری آن بر منطقه باعث شده است که نوعی فرهنگ و تفریح در بین تمام ساکنین به وجود آید. طلایی بودن این پرنده هم از نظر رنگ و زیباییست و هم از نظر اهمیت طلایی آن برای این مناطق است.
«قطا» یا «کُوکَر» چند نوع هستند، و در نزد عامت مردم به (الصَیَاح) معروف است. به معنای (فریاد زدن)، چون این پرنده با صدای (قطا قطا) یا (کَرکَر) می‌نالد؛ بنابراین آن را (کوکر) و به عربی (قطا) نامیده شده است.
در واقع «کوکر» نر مجموعه‌ای هنرمندانه از درهم آمیختن رنگین کمانی از رنگ‌های: سرخ زعفرانی، سرخ جگری، سبز یشمی، زرد طلایی، زرد آجری، قهوه‌ای روشن، سفید برفی و سیاه زاغی، خاکستری روشن و نیز نارنجی پررنگ است. ماده آن نیز با سینه‌ای سفید و پشتی زرد رنگ همراه با خطوط راه‌راه سیاه و سفید و زرد آجری زیبایی خاص و چشمگیر خود را دارد.
کوکر پرنده‌ای کندرو است، یعنی هنگام راه رفتن به کندی حرکت می‌کند. (سرب) مجموعده‌ای از پرندهٔ قطا (کوکر) در نزدیکی غدیر آب می‌نشینند، وآهسته آهسته به طرف آب می‌روند تا اینکه به غدیر آب برسند، بدین سبب گروهی از عرب‌های پیشین راه رفتن بعضی خانم‌های نازدار وکرشمه‌جو، به راه رفتن قطا تشبیه نموده‌اند.
کوکر همچنین جزو پرندگان پُرصداست و چه به هنگام پرواز و چه هنگام دانه‌چینی و جفت‌گیری با صدایی شبیه به غوغو کردن به شیوۀ دلنشینی آواز می‌خواند و روح دشت و صحرا شاد می‌کند.